# کاووس خاراخره
کاووس خاراخُرُه (انگلیسی: Kawus ibn Kharakhuruh) از حاکمان سغد و فرمانروای شاهزاده‌نشین اُسروشَنه در آسیای میانه در قرن نهم میلادی بود. او پسر و جانشین خاراخره، حاکم (اَفشین) این منطقه سغدی بود. اسروشنه (اِستِرَوشَن) سرزمینی نیمه‌کوهستانی در فر‌ارود (ماوراءالنهر) است. افشین عنوان موروثی شاهان اسروشنه در آن زمان بود.
حکومت کاووس با سرکشی و در نهایت تسلیم در برابر خلافت عباسیان همراه بود. او در نهایت مجبور شد برای حفظ قدرت خود گرویدن به اسلام را بپذیرد. با این حال، دوران او نقطه عطفی در تاریخ اسروشنه محسوب می‌شود، زیرا با تداوم حکومت خاندان افشین و حفظ نیمه‌استقلالی زیر سایه عباسیان همراه بود.

## پیشینه
نخستین اشارات تاریخی به کاوس به حدود سال ۸۰۲ میلادی بازمی‌گردد، زمانی که مأمون، شاهزاده عباسی، چندین حمله علیه اسروشنه انجام داد تا وفاداری کاوس را تضمین کند. با این حال، زمانی که مأمون در سال ۸۱۳ به تخت خلافت عباسیان رسید، کاوس استقلال خود را اعلام کرد.
حدود سال ۸۱۸، جنگ داخلی بین چندین شاهزاده در اسروشنه درگرفت. کاوس در این نبرد پیروز شد، اما پسرش خیدر به دربار عباسیان در بغداد پناه برد.
در سال ۸۲۲، سپاه عباسی به رهبری احمد بن ابی خالد احول اسروشنه را فتح کرد و کاوس ابن خاراخره را دستگیر کرد. او به بغداد فرستاده شد، جایی که تسلیم خلیفه شد و به اسلام گروید. از آن زمان به بعد، اسروشنه به‌طور کلی جزء قلمرو عباسیان در نظر گرفته می‌شد، هرچند به افشینان اجازه داده می‌شد که کنترل کشور را به عنوان زیردستان خلیفه حفظ کنند. 
کاوس مدتی بعد درگذشت و پسرش خیدر جانشین او شد.